# Damien Poisblaud
Damien Poisblaud, né le 13 avril 1961 à Maillé en Vendée, est un chanteur français, spécialisé dans le chant grégorien. Il dirige le chœur grégorien « Les Chantres du Thoronet ».

## Biographie
Damien Poisblaud s’intéresse dès 1980 au chant grégorien qu’il pratique au sein d’un chœur pendant plus de quinze ans. Parallèlement à ses études de philosophie, il étudie l’art et la pensée du Moyen Âge.
En 1989, il réalise un premier enregistrement dans l’abbaye du Thoronet. En 1991, il crée le Chœur grégorien de Méditerranée avec lequel il enregistre un Requiem grégorien qui obtient un Diapason d'or en décembre 1996.
À partir de 1996 il chante avec Marcel Pérès et l’Ensemble Organum. Il suit les enseignements de Marie-Noël Colette à l’École pratique des hautes études et de Jean-Yves Hameline sur l’anthropologie du geste rituel.
Depuis 1999, il étudie le chant byzantin selon les traditions grecque et syrienne d’Alep. Il entreprend avec le groupe Les Paraphonistes qu’il fonde en 1998, de revisiter le répertoire des faux-bourdons d’église des XVIIIe et XIXe siècles. Il enregistre un disque de ces faux-bourdons du Nord de la France, une « Messe solennelle des morts », qui est récompensé par un Diapason d’or en juillet 2000.
Pendant l’année 2000, Damien Poisblaud dirige dans plusieurs capitales culturelles d’Europe – Reykjavik, Saint-Jacques-de-Compostelle, Cracovie, Prague, Helsinki et Bologne – le Codex Calixtinus dans le cadre du Festival des neuf villes européennes de la culture 2000.
Entre 2008 et 2015, il a chanté la messe grégorienne dominicale à l’Abbaye du Thoronet, à la demande de  Mgr Dominique Rey, évêque de Fréjus-Toulon.
Damien Poisblaud est marié et père de trois enfants.

## Discographie
- Chant grégorien, Abbaye du Thoronet, Pavane Record 1990.
- Requiem grégorien, Chœur Grégorien de Méditerranée, Alphée, 1996. Diapason d’or.
- Messe solennelle des morts, Les Paraphonistes, Abeille musiques/Sisyphe 2000. Diapason d’or.
- Codex calixtinus, Les Paraphonistes et la Philharmonie de Cracovie, « Krakow 2000 ».
- Les grands Offertoires grégoriens Aux sources du chant sacré, Les Chantres du Thoronet, Psalmus 2010.
- Les chants de la Passion d’après les manuscrits du Moyen Âge, Les Chantres du Thoronet, Psalmus 2013.
- Le chant des moines au XIIe siècle, Les Chantres du Thoronet, Psalmus 2014.
- Les grands Offertoires 2. Les chantres du Thoronet 2016
- Les grands Offertoires 3. Les chantres du Thoronet 2023

## Article
- Jacques Viret, « Le chant médiéval retrouvé : Marcel Pérès et Damien Poisblaud » Revue musicale de Suisse romande, juin 2011.